# Kirchenprovinz Cagliari
Die Kirchenprovinz Cagliari ist eine der 3 Kirchenprovinzen der Kirchenregion Sardinien der römisch-katholischen Kirche in Italien. 
Zu der Kirchenprovinz Cagliari gehören das Erzbistum Cagliari als Metropolitanbistum und die Bistümer Iglesias, Lanusei und Nuoro als Suffraganbistümer.